# Wayne-Gretzky-Statue (Edmonton)

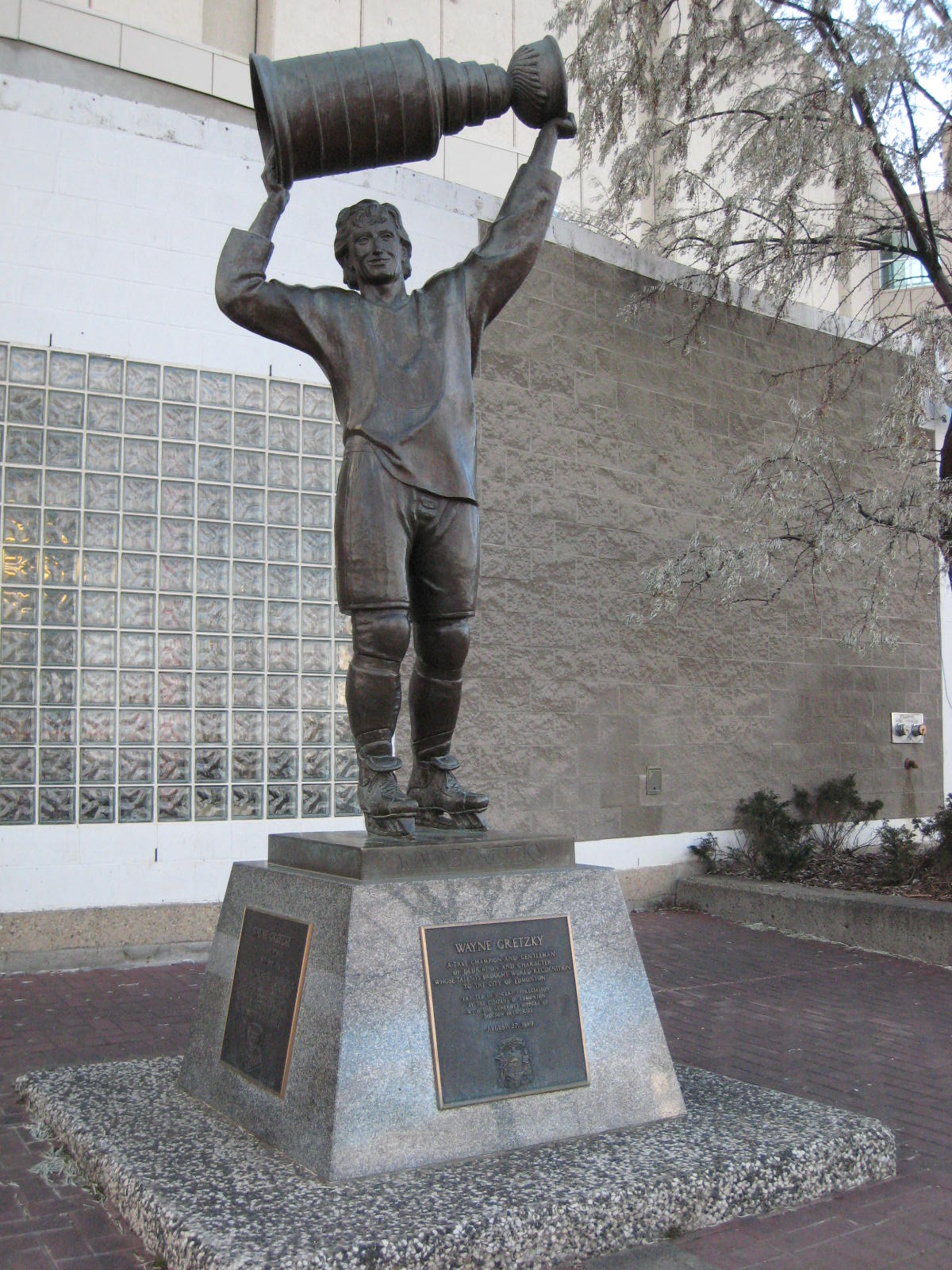
Statue von Wayne Gretzky am Northlands Coliseum 2008

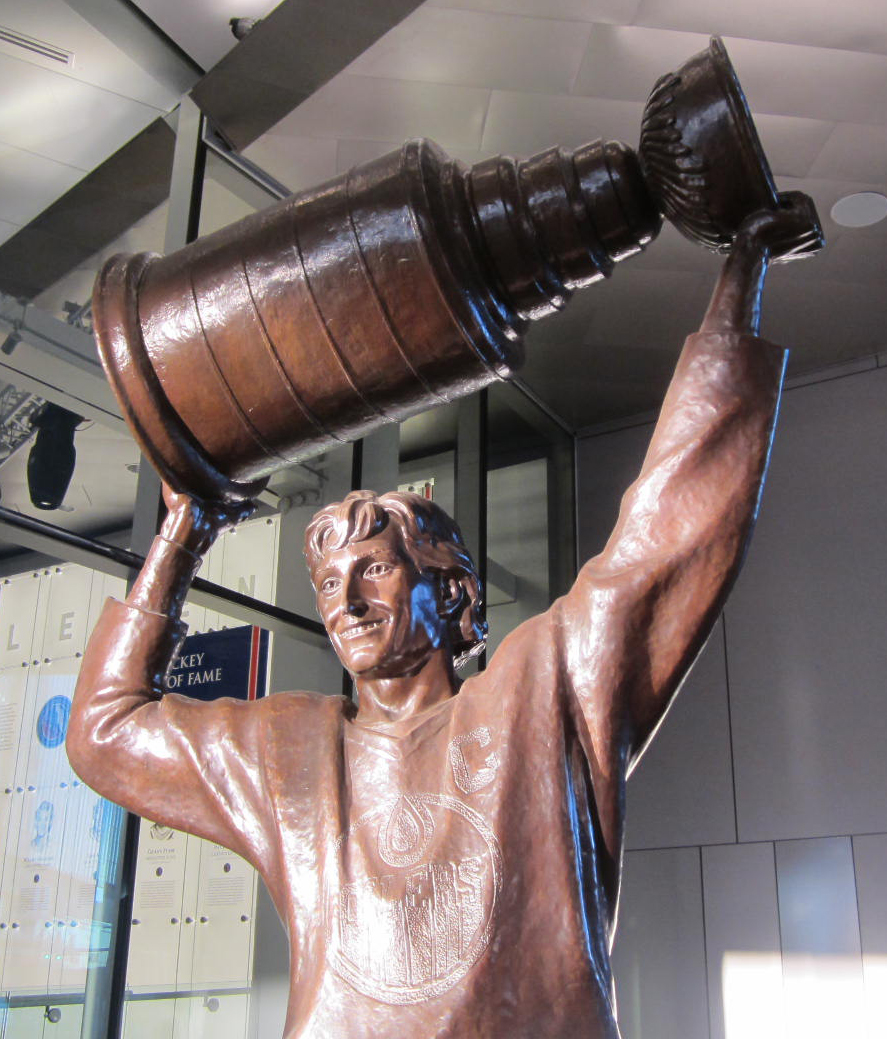
Statue von Wayne Gretzky am Rogers Place 2016

Die Wayne-Gretzky-Statue ist ein auf einem Sockel stehendes Standbild des kanadischen Eishockeyspielers Wayne Gretzky (* 1961). Es befindet sich am Rogers Place, dem Spielort der Eishockeymannschaft Edmonton Oilers in der kanadischen Stadt Edmonton in Alberta.

## Geschichte
Die Wayne-Gretzky-Statue wurde von dem Bildhauer John Weaver im Jahr 1989 geschaffen. Im Beisein von Wayne Gretzky und seiner Familie, vielen Ehrengästen, Offiziellen der Stadt Edmonton und ehemaligen Mannschaftskameraden sowie einer großen Fangemeinde, wurde die Statue am 27. August 1989 enthüllt und am Northlands Coliseum, dem zu dieser Zeit genutzten Stadion für Heimspiele der Edmonton Oilers aufgestellt. Die Festansprache hielt der damaligen Bürgermeister von Edmonton Terry Cavanagh. Nach Fertigstellung der neuen Multifunktionsarena Rogers Place im Jahr 2016, in der die Edmonton Oilers seitdem ihre Heimspiele austragen, zog auch die Wayne-Gretzky-Statue an diesen neuen Standort um.

## Beschreibung
Die etwa lebensgroße, aus Bronze gefertigte Wayne-Gretzky-Statue hat ein Gewicht von ca. 430 Kilogramm. Sie wurde von der Molson-Brauerei finanziert und an die Stadt Edmonton zu Ehren von Wayne Gretzky übergeben. Das Standbild zeigt Gretzky auf Schlittschuhen stehend. Über den Kopf stemmt er den Stanley Cup, die prestigeträchtigste Trophäe der National Hockey League. Er trägt ein Trikot der Edmonton Oilers mit deren Logo, des Vereins, für den er am längsten spielte und mit dem er die größten Erfolge erzielte. Auf dem Trikot ist der Buchstabe C zu erkennen, was ihn als Mannschaftskapitän (Captain) ausweist.

## Weitere Statuen von Wayne Gretzky
Eine sehr ähnliche Gretzky-Statue, die von dem Skulpturisten Brad Oldham geschaffen wurde, befindet sich vor dem Wayne Gretzky Sports Centre in seiner Geburtsstadt Brantford in Ontario. Dem Stanley Cup stemmenden, mit der Rückennummer 99 versehenen Gretzky gegenüber befinden sich Bronzeskulpturen seiner Eltern mit dem kindlichen Gretzky in der Mitte, dessen Traum, einmal ein Eishockey-Superstar, wie ihn die gegenüber befindliche Figur darstellt, zu werden, sich später tatsächlich bewahrheitet hat. Der junge Gretzky trägt ein Trikot mit dem Namen Gordie Howe, dem Idol seiner Kindheit.

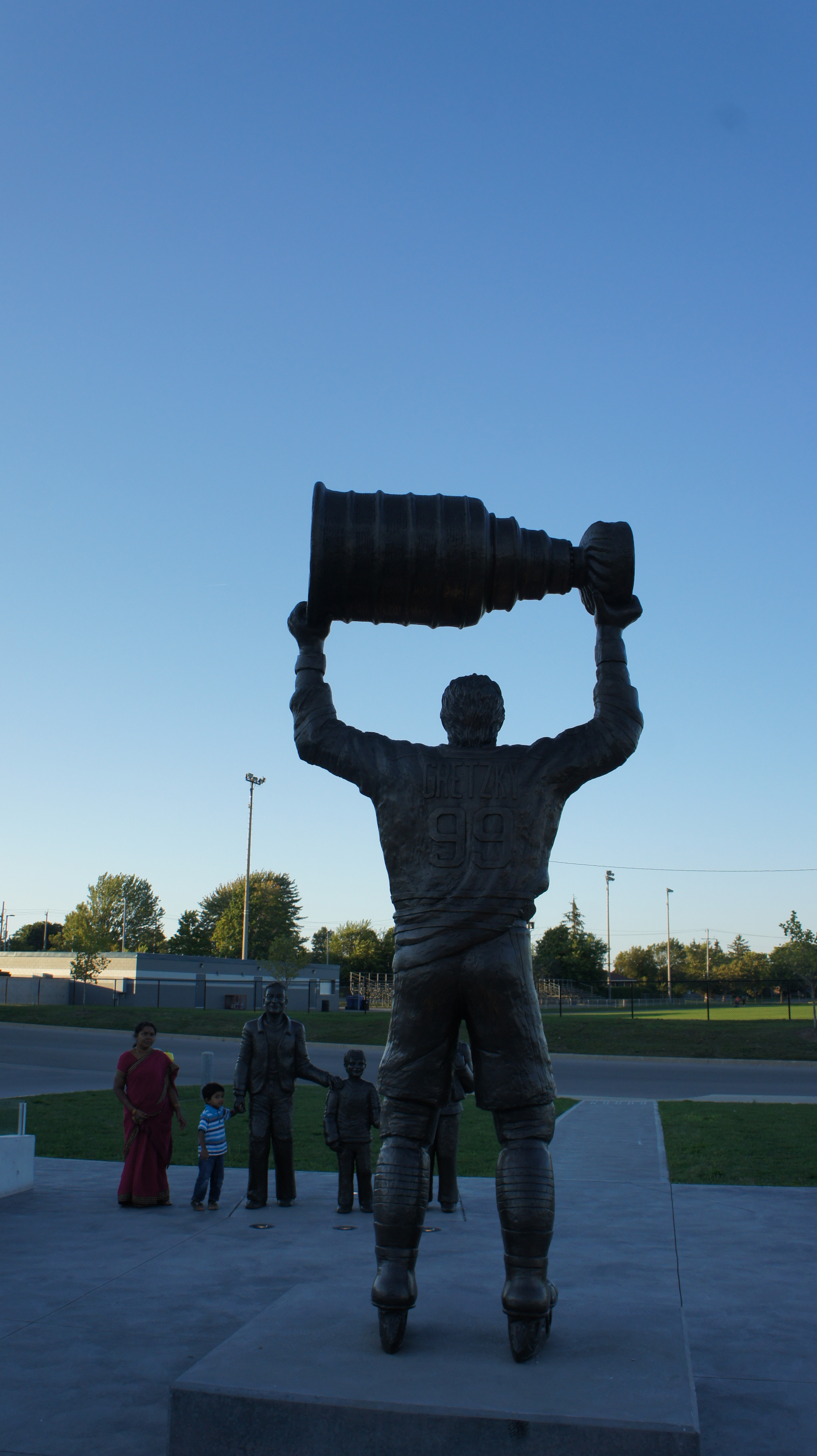
Gretzky (Nr. 99)
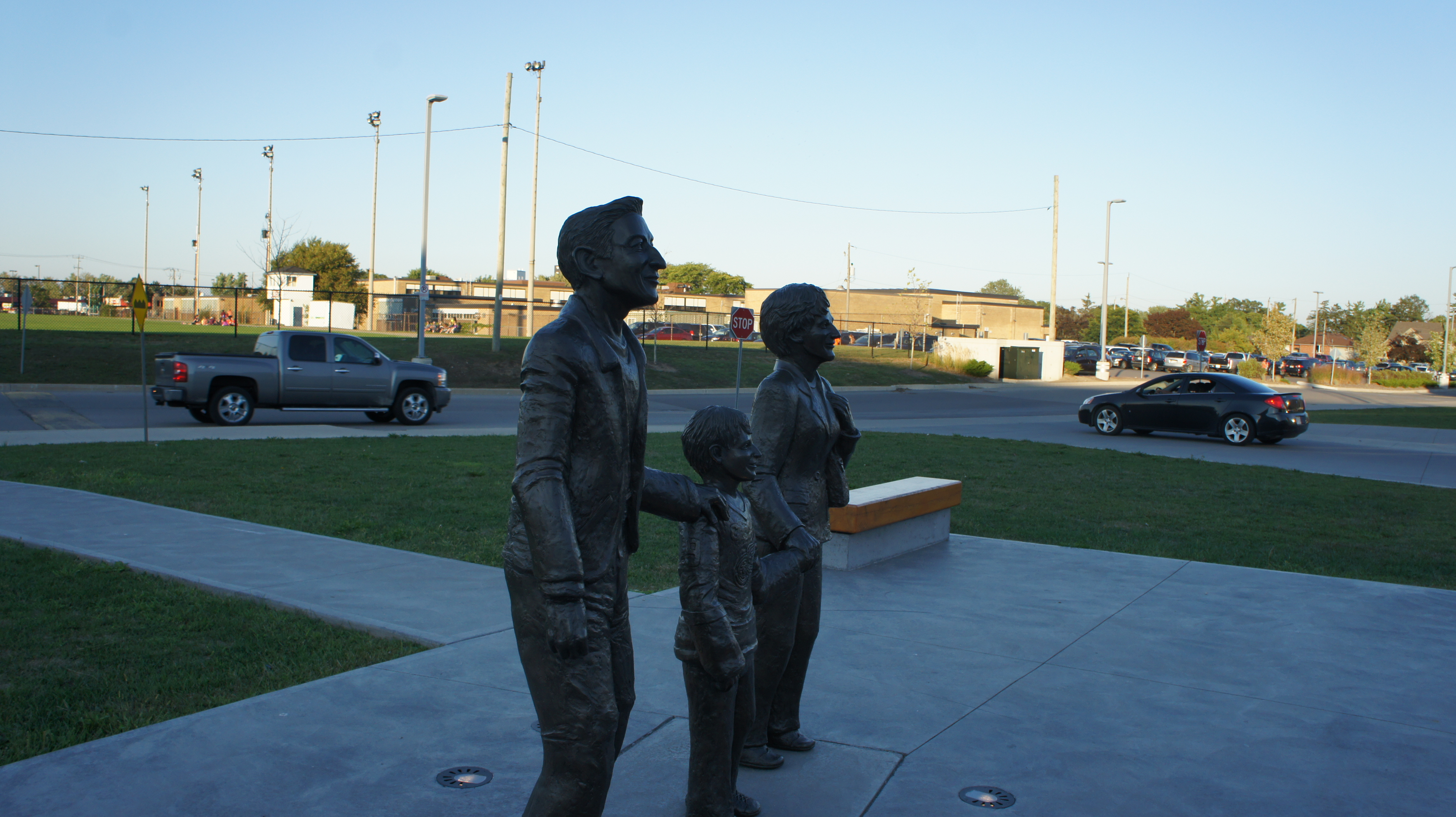
Wayne als Kind mit seinen Eltern
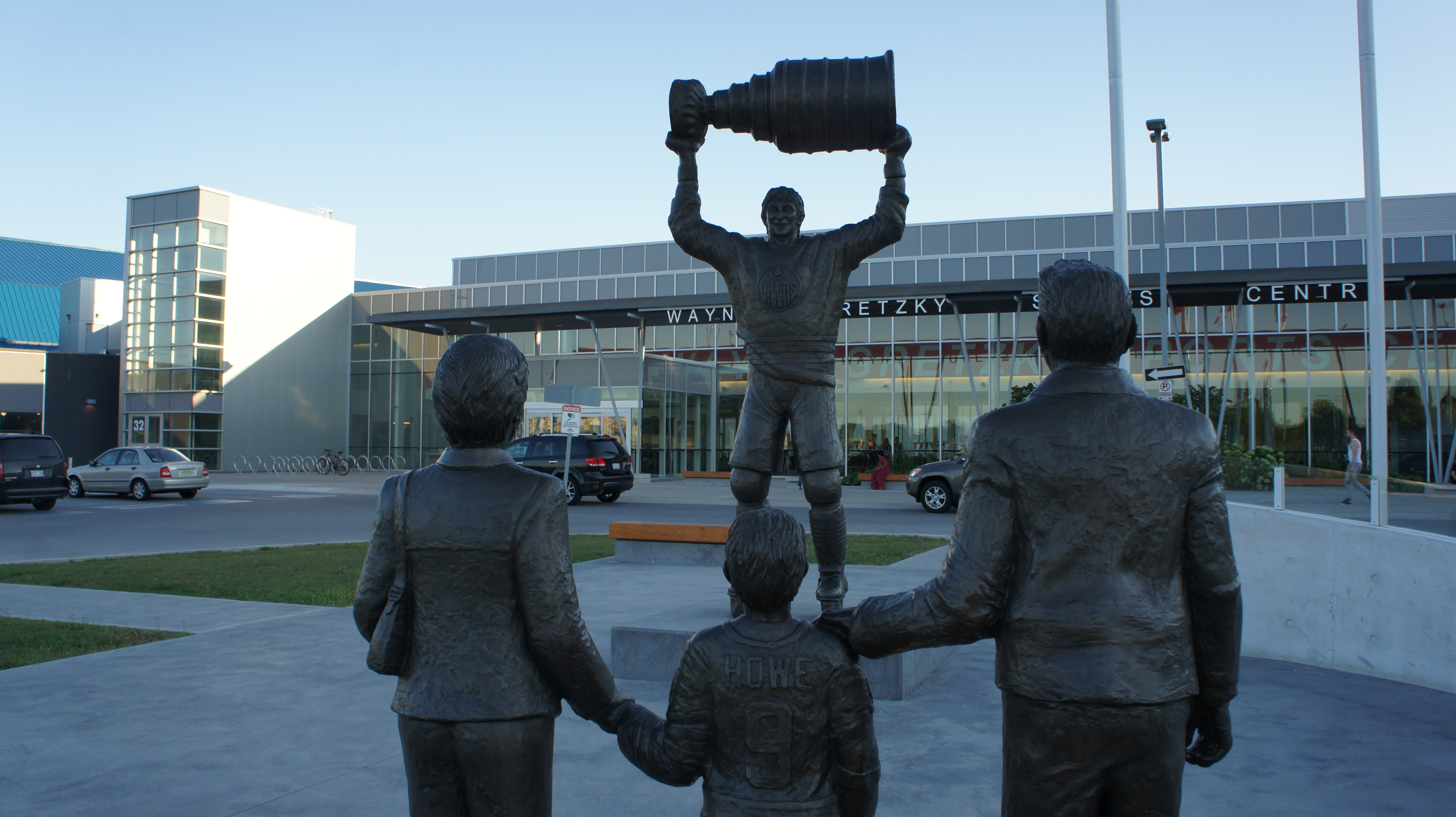
Gretzkys Eltern und er selbst als Kind blicken auf den Stanley-Cup-Gewinner